# TK Bremen
Vous lisez un « bon article » labellisé en 2012.
Le TK Bremen est un cargo  battant pavillon maltais qui s'est échoué le 16 décembre 2011 à Erdeven, situé sur la côte de Bretagne sud en France en suscitant une  importante couverture médiatique et une vive polémique. Ce  vraquier de taille modeste  construit en 1982 dans un chantier naval de Pusan en Corée du Sud a été, depuis son lancement, la propriété successive de plusieurs armateurs en changeant parfois de pavillon. Inspecté régulièrement il ne présente pas de défaut de sécurité majeur au moment de l'échouement.
Le 15 décembre le navire quitte le port de Lorient, où il vient de décharger sa cargaison, alors que la tempête Joachim est annoncée. Le capitaine décide de mouiller à l'abri de l'île de Groix en face de Lorient pour laisser passer celle-ci. Au cours du coup de vent, le navire ne parvient pas à se maintenir sur son ancre et après plusieurs tentatives pour regagner un mouillage à l'abri, le navire s'échoue dans la nuit du 16 décembre sur la côte sud du Morbihan sans faire de victime mais en créant une pollution modérée du site. Trop endommagé pour être réparé il est démantelé en janvier 2012 sur le lieu même du naufrage. Un mois plus tard, l'espace dunaire où s'est échoué le navire est complètement remis en état. L'accident suscite une polémique car les autorités du port sont accusées d'avoir laissé le navire prendre la mer alors qu'une tempête était annoncée. Le rapport du Bureau d'enquêtes sur les événements de mer, rendu en avril 2012, met en cause de mauvaises décisions prises par le capitaine du TK Bremen lors de la nuit du drame.

## Histoire

### Construction et caractéristiques
La construction du  TK Bremen est réalisée à Pusan en Corée du Sud  par le chantier naval Daesun Shipbuilding & Engineering. Le navire est de type combiné vraquier/transporteur de marchandises diverses. La construction débute en  mai 1981 et il est livré en juin 1982. La société de classification Nippon Kaiji Kyokai (en) effectue la première visite et lui fournit son permis de navigation.
Ce cargo de petite taille, long de 109 mètres, a un bau de 16,40 mètres et un tirant d'eau de 6,741 m. Sa jauge brute est de 3 992 (unités UMS) et son port en lourd est de 6 605 tonnes. Le château est situé sur l'arrière  et il dispose de deux cales desservies chacune par deux mâts de charge capables de soulever 20 tonnes. La propulsion est assurée par un moteur Diesel de type Hanshin 6EL44 d'une puissance de 2 942 kW (4 000 ch) qui fait tourner une hélice unique comportant 4 pales fixes permettant d'atteindre la vitesse théorique de 12,5 nœuds ; en pratique le navire peut naviguer à pleine charge à 10,5 nœuds et sur ballast à 11,7 nœuds. L'énergie à bord est fournie par deux groupes auxiliaires de 200 kW. Dans le domaine du matériel de navigation et de sécurité, le navire dispose de deux radars, d'un système AIS, d'un sondeur, d'un gyrocompas ainsi que de deux GPS. Les lignes de mouillages sont constituées de deux ancres à bascule de type Hall de 2,5 tonnes frappées sur des chaînes d'environ 250 mètres de long constituées de mailles ayant un diamètre mesuré de 4 cm. Ses soutes peuvent contenir 178 tonnes de fioul lourd et 54 tonnes de gazole. Lorsqu'il est sur ballast le navire est chargé avec 886 tonnes d'eau de mer.

### Exploitation
Le TK Bremen change plusieurs fois de propriétaires au cours de sa carrière opérationnelle ainsi que de nom et de pavillon : en 1995 il est rebaptisé Elm sous pavillon du Panama, puis Melinau et Melinau Satu sous pavillon indonésien. Le navire devient en 2011 la propriété de la société Blue Atlantic Shipping, qui est basée à Malte, et qui possède par ailleurs un autre bateau du même type et du même âge, le TK London. La gestion de ce bateau est assurée par la société Adriyatick Gemi Isletmeciligive Ticaret, qui gère par ailleurs 24 autres navires. Ceux-ci battent pavillon turc ou maltais.
L'équipage minimum est de 12 personnes ; au moment de l'échouement l'équipage compte 19 marins dont trois officiers de pont, trois officiers machine et trois élèves-officiers. Le commandant exerce depuis 34 ans et occupe le poste de commandant depuis 2 ans ½, dont 7 mois sur le navire. Le second, âgé de 30 ans, navigue depuis 2001, est second depuis 3 ans ½ et vient tout juste d'embarquer à bord du navire. L'équipage est turc hormis trois azerbaïdjanais et la langue de travail à bord est le turc.
Le navire a été inspecté à 19 reprises entre 1999 et 2011. Ces contrôles n'ont relevé que des infractions mineures aux règles de sécurité. La plus sérieuse remonte à fin 2008 lorsque, à la suite de la perte d'une de ses ancres, une nouvelle ancre a été fixée sur la chaîne durant plusieurs mois avec un câble en acier à titre provisoire. Au moment de l'échouement tous les certificats de sécurité, qui ont été renouvelés en mai 2011, sont en cours de validité.

## Déroulement de l'échouement

### Contexte

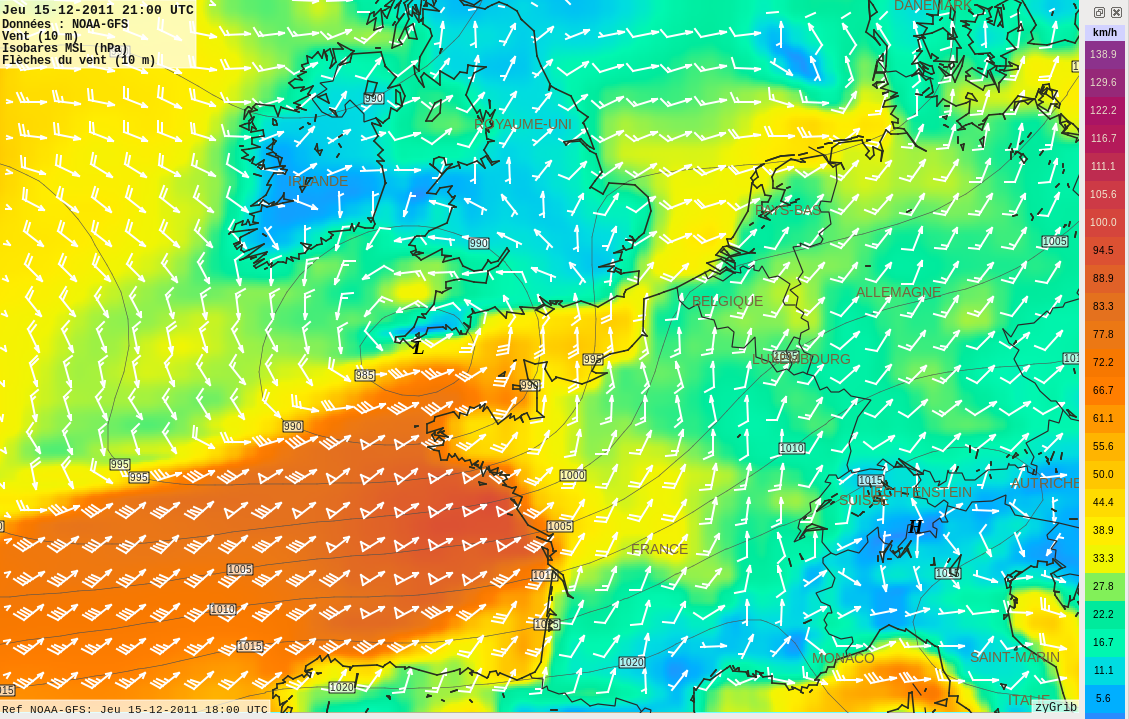
La tempête Joachim avant son arrivée sur les côtes le 15 décembre.

Le TK Bremen arrive au port de commerce de Kergroise de Lorient le 12 décembre 2011 en provenance d’Ukraine, avec à son bord 5 370 tonnes de tournesol. Les opérations de déchargement se déroulent jusqu'au 14 décembre à 19 heures. Au moment où celles-si sont achevées, l'arrivée de la tempête Joachim est annoncée pour le lendemain, dans la nuit du 15 au 16 décembre.
Le 14 décembre, le capitaine du TK Bremen informe l'agent maritime, correspondant de l'armateur du navire à Lorient, de son souhait de rester à quai pour laisser passer la tempête. Cette demande est confirmée par le commandant du navire le même jour à 16 h 30. Le matin du 15 décembre l'agent maritime informe  le commandant du navire que les autorités portuaires autorisent le navire à rester à quai, mais celui-ci comprend que cette autorisation reste à confirmer et il décide de ne pas reporter le départ du navire.

### Départ du port de Lorient

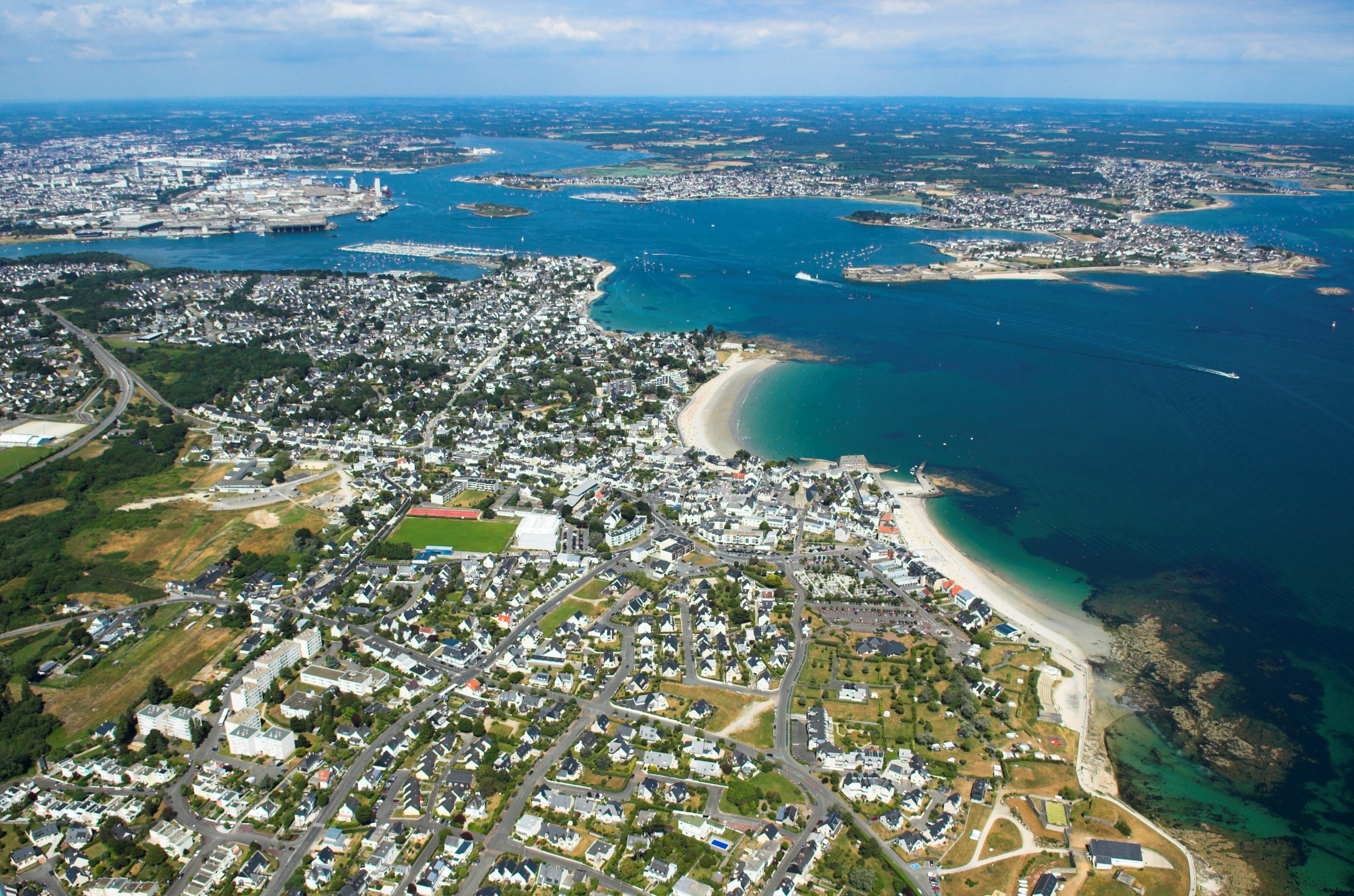
La sortie de la rade de Lorient.

Le commandant du TK Bremen prend connaissance des dernières prévisions météorologiques le matin du 15 décembre à 8 h 30. Il commande aux autorités du port un remorqueur de manière à pouvoir appareiller à 11 heures. À ce moment, la houle est bien formée et la mer est de force 5 à 6 Beaufort. La sortie de la rade de Lorient reste praticable.
Le pilote du port monte à bord du navire tandis que le remorqueur Scorff se présente et informe le capitaine du navire qu'il est autorisé à rester à quai. Ce dernier contacte alors son armateur et confirme à l'issue de cette communication sa décision de quitter le port. Il quitte la rade de Lorient à 11 heures à destination du Royaume-Uni.

### Mouillage sous le vent de l'île de Groix

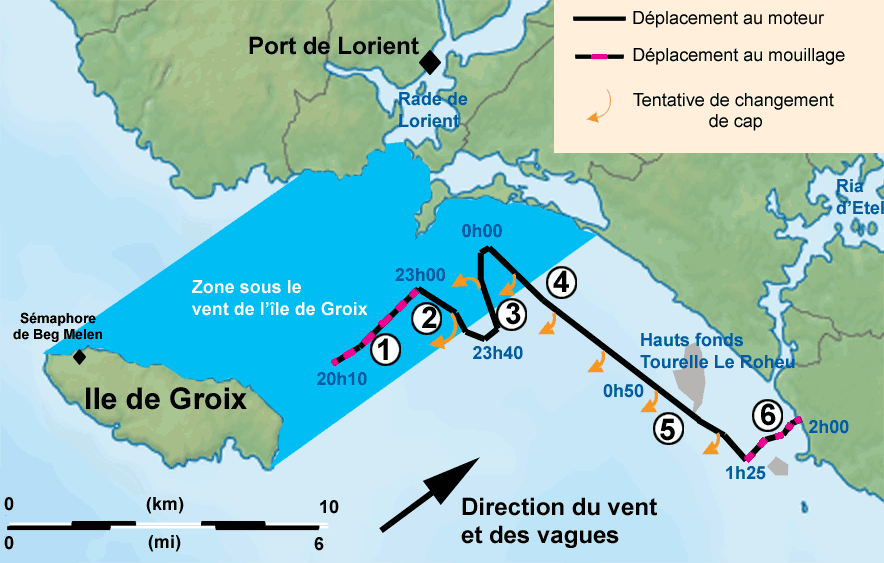
Route suivie par le TK Bremen avant son échouement : 1 Le Bremen au mouillage, et dont l'ancre chasse, dérive poussé par le vent, 2 Le navire tente en vain de remonter au moteur contre le vent pour gagner un nouveau poste de mouillage, 3 Le capitaine fait abattre en grand sur bâbord mais est bloqué dans son virement, 4 il reprend sa route d'origine mais ne parvient pas à s'écarter de la côte, 5 Le navire talonne sans doute sur les roches signalées par la tourelle Le Roheu, 6 Trop proche de la cote le navire doit mouiller mais les ancres n'accrochent pas et le navire dérive poussé par le vent avant de s'échouer sur la plage de Kerminihy.

À la suite d'une discussion entre le pilote et le commandant au sujet des abris à portée de route au cours de la traversée, ce dernier décide de mouiller à l'abri de l'île de Groix le temps de laisser passer la tempête Joachim. La zone de mouillage se situe à un mille au nord de la côte de l'île de Groix et à une distance de 2 milles à l'est nord-est de Port-Tudy, « capitale » et port de l'île. À cette  distance relativement faible de la côte un navire est à l'abri de la houle qui contourne l'île par le nord. Le lieu du mouillage est choisi avec le pilote de manière à limiter les interactions avec le cargo Desert Hope qui se trouve également à l'ancre sous le vent de l'île de Groix. Une des deux ancres du navire est filée dans de bonnes conditions et le cargo tient sa position jusqu'à 19 h 30.
À 19 h 40, malgré la qualité des fonds qui permet une bonne tenue du mouillage (fond de sable et de graviers), l'ancre et sa chaîne ne parviennent plus à maintenir le navire dans sa position de mouillage. Le TK Bremen dérive lentement vers l'est ce qui est détecté par la capitainerie du port de Lorient. Le commandant du navire décide de laisser le navire dériver tout en préparant l'équipage à utiliser le moteur et à effectuer une nouvelle manœuvre de mouillage. À 20 heures le commandant décide de relever en partie la chaîne en s'aidant du moteur puis, après avoir laissé le navire dériver de manière qu'il s'écarte du Desert Hope, il fait larguer une grande longueur de chaîne pour arrêter la course du navire. Le mouillage long désormais de 200 mètres (7 maillons) parvient à stopper le déplacement du TK Bremen qui se trouve à 0,5 mille du  Desert Hope. Mais la situation se dégrade de nouveau alors que le vent orienté d'ouest à sud-ouest souffle désormais avec une force de 8 à 9 Beaufort. Le navire ne parvient pas à tenir sa nouvelle position au mouillage ; son ancre ripe lentement sur le fond et, vers 22 h 45, la dérive du TK Bremen le porte dans une zone où il ne se trouve plus abrité des vagues et de la houle par l'île de Groix. Par ailleurs le mouvement du navire le rapproche d'une épave immergée dangereuse. Le CROSS Étel, chargé de la surveillance de la navigation dans cette zone, intervient alors pour demander par radio au navire de rejoindre un nouveau poste de mouillage dont il fournit les coordonnées. À 23 heures le capitaine fait donc relever l'ancre en s'aidant du moteur dans des conditions de mer devenues très difficiles. Le TK Bremen tente de gagner au moteur la position indiquée par le CROSS mais le navire ne parvient pas à progresser contre le vent car il roule et tangue fortement tout en dérivant. Le commandant décide alors d'abattre en grand sur bâbord mais le navire est bientôt bloqué dans son virement et ne parvient pas à dépasser un cap au nord-nord-est qui le porte sur des dangers. Le capitaine décide alors d'inverser la manœuvre et de revenir sur tribord mais il ne parvient pas à dépasser un cap sud-est.
Vers minuit le navire, qui ne parvient pas à remonter contre le vent, suit une route parallèle à la côte qui le porte à terme sur des hauts fonds. Le commandant prend contact avec son armement pour l'informer de la situation risquée du navire et obtenir l'autorisation de demander l'assistance d'un remorqueur. De son côté le CROSS Etel, qui constate grâce au radar et à l'AIS la route dangereuse suivie par le cargo, contacte celui-ci pour lui demander de préciser ses intentions. Après plusieurs échanges avec son armateur, le commandant du navire demande à 0 h 36 l'assistance d'un remorqueur au CROSS,,. La demande de remorquage est relayée  au port de Lorient à 0 h 42. À 1 h 20, le remorqueur Scorff de Lorient annonce qu'il ne peut sortir car il est d'astreinte dans le port de Lorient du fait de la présence d'un pétrolier à quai ; d'autre part le capitaine du remorqueur estime que la sortie en mer présente des risques pour son équipage car le vent atteint alors force 11.

### Échouement
Vers 1 heure le navire passe dans les parages d'une zone de hauts-fonds rocheux qui entourent la tourelle Le Roheu. Selon le rapport d'enquête rédigé par la suite, il est probable que les dégâts très graves constatés sur la coque après l'échouement (déchirures des fonds, déformation des parois verticales) aient été infligés à ce moment-là : le navire soumis à des mouvements verticaux du fait des vagues ou de la houle aurait talonné (frappé le fond de la coque dans un mouvement vertical descendant) sur des roches situées à 5 mètres sous le niveau des plus basses mers. À 1 h 13 le commandant du navire réitère sa demande de remorquage en indiquant qu'il ne parvient pas à faire une route plus sud l'écartant des dangers. Le CROSS l'informe que le remorqueur ne sera pas sur zone avant un certain temps. Le remorqueur Abeille Bourbon, qui patrouille dans les parages de l'île de Ouessant a été alerté via la préfecture maritime de l'Atlantique. Le remorqueur prend la direction de Lorient à 1 h 29  mais ne pourra arriver sur les lieux avant la fin de matinée. À 1 h 22 le CROSS demande au commandant de mouiller car le navire n'est désormais plus qu'à 2 milles de la côte et se dirige vers un danger. À 1 h 30 le navire file ses deux lignes de mouillage par 7 mètres de fond mais le mouillage ne tient pas et le navire dérive vers la côte à la vitesse de 1,5 nœuds. À 1 h 37 le CROSS informe le commandant du navire que, compte tenu du mauvais temps, le remorqueur de Lorient ne peut pas intervenir et qu'en attendant il doit faire "au mieux". À 1 h 45, le capitaine active le signal de détresse et fait rassembler l'équipage dans la timonerie, et à 1 h 52 indique que l’équipage se prépare à l’abandon du navire. Le CROSS Étel informe le commandant à 1 h 56 qu'un hélicoptère chargé d'évacuer l'équipage doit arriver sur zone une heure plus tard. Le TK Bremen s'échoue à 2 h 1 sur la plage de sable de Kerminihy située sur le territoire de la commune d'Erdeven. L'anémomètre de bord indique à ce moment-là un vent de force 12 Beaufort.
Les sapeurs-pompiers arrivés sur le lieu de l'échouement signalent à 2 h 28 que le cargo perd son carburant. Les opérations d'hélitreuillage de l’équipage commencent à 3 h 4 et les onze premiers marins  sont débarqués sur la base d'aéronautique navale de Lann-Bihoué à 3 h 46. Les huit marins restants sont eux débarqués à 4 h 58. Cette opération de sauvetage est aussi la première utilisation du NH90 par la marine française. Le plan Polmar est déclenché pour traiter la fuite d'hydrocarbures en mer, et des barrages flottants sont déployés afin de limiter la dispersion de cette pollution.

### Couverture médiatique de l'événement

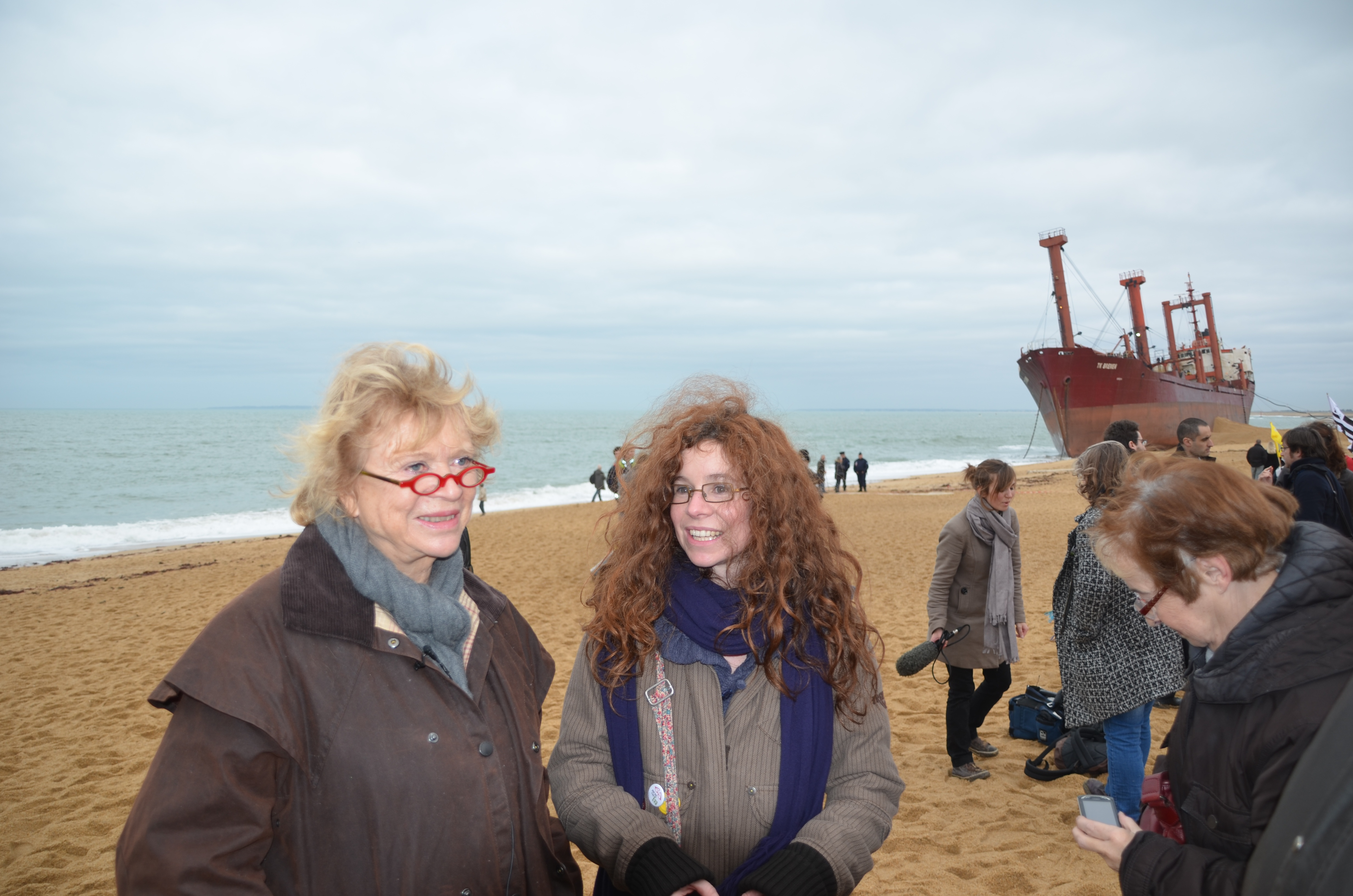
La candidate d'Europe Écologie Les Verts à l'élection présidentielle de 2012, Eva Joly en visite sur le site le 22 décembre.

Plusieurs médias nationaux envoient  dans la matinée du 16 décembre des équipes pour couvrir les suites du naufrage. Des journaux étrangers traitent aussi l'information.
L'échouement du navire a lieu lors de la précampagne de l'élection présidentielle française de 2012, et plusieurs candidats ou leurs entourages se déplacent sur le site. Dans la journée du 16 décembre, la ministre de l'Écologie, du Développement durable, des Transports et du Logement, Nathalie Kosciusko-Morizet, se déplace sur la zone du naufrage, suivie le 19 décembre par le ministre de l'agriculture, Bruno Le Maire, puis le 22 décembre par la candidate d'Europe Écologie Les Verts, Eva Joly. Le président de la république Nicolas Sarkozy rencontre lui, pendant ses vœux aux armées, les pilotes d'hélicoptère qui ont secouru les marins du navire.
L'échouement et le démantèlement du navire sont par ailleurs couverts par le photographe et peintre de marine Philip Plisson, et un morceau de la proue comportant le nom du cargo est découpé et conservé par la mairie d'Erdeven.

## Conséquences du naufrage

### Conséquences écologiques

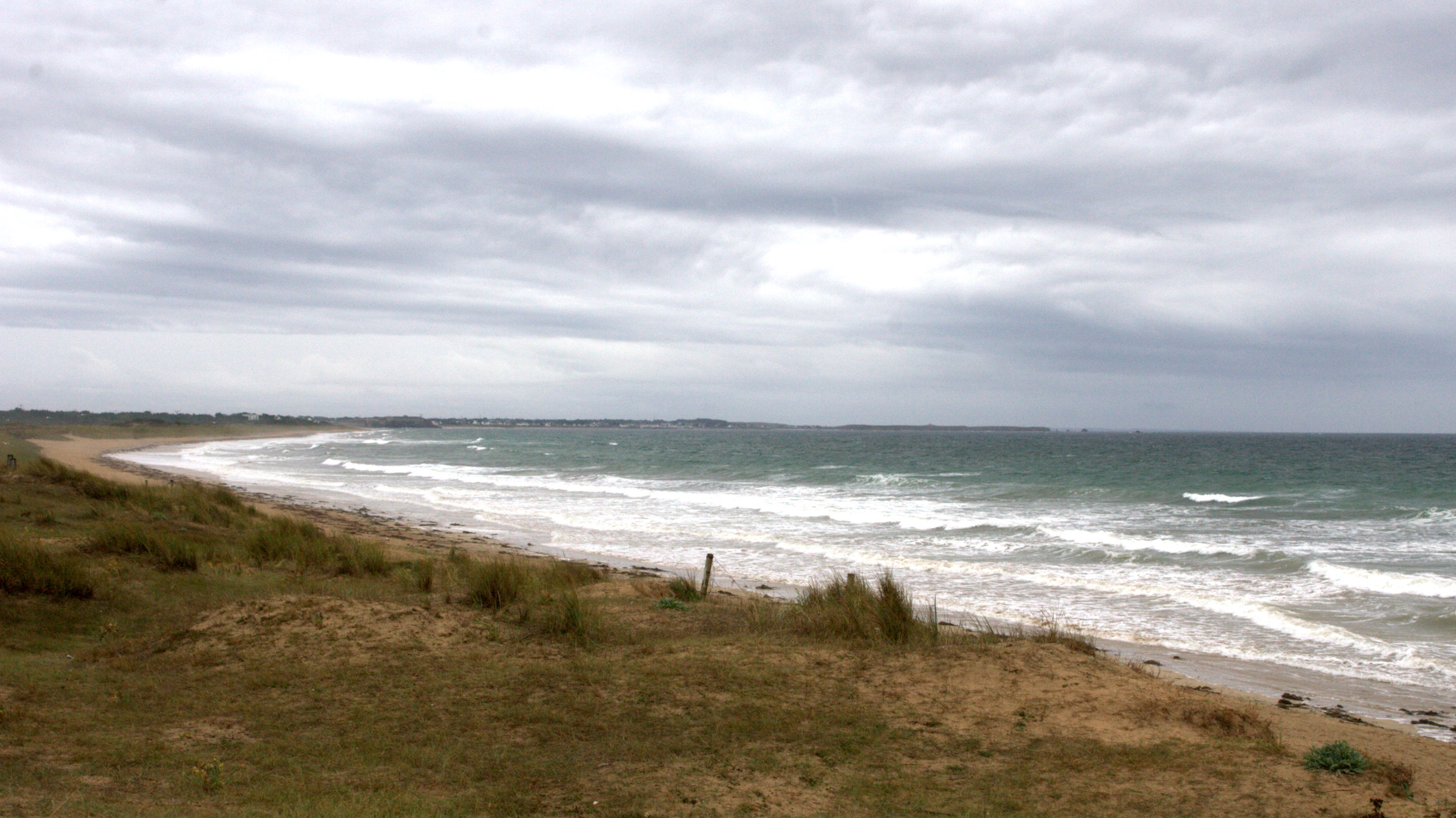
L’espace dunaire où s'échoue le navire.

La pollution maritime est jugée « limitée » par la préfecture maritime de Brest,. 60 000 litres de fioul sont déversés en mer, et une centaine de mètres cubes de sable sont touchés par cette pollution. 32 m3 de ce fioul sont pompés en mer lors de la journée du 17 décembre dans le cadre du plan Polmar. 250 sapeurs-pompiers et employés municipaux ont été déployés pour récupérer le sable pollué lors du week-end suivant l'échouement, et des barrages sont déployés à l’entrée de la ria d’Etel. Trois oiseaux mazoutés sont par ailleurs recueillis au 19 décembre. Le pompage du carburant resté dans les réservoirs du navire est achevé le 23 décembre.
Quarante exploitations ostréicoles sont menacées par les fuites de carburant dans la ria d'Etel, et des restrictions de commercialisation d'huîtres sont décidées par la préfecture dès le 16 décembre mais ne touchent que cinq professionnels situés en aval de l'île de Saint-Cado. Les pêcheurs à pied professionnels sont eux plus touchés, puisqu'une quarantaine d'entre eux, qui exercent sur la côte, se voient interdire toute récolte. La situation sanitaire est stabilisée dès le 29 décembre, la préfecture autorisant la consommation de la plupart des huîtres de la région. Les interdictions de pêche sont finalement levées le 19 janvier pour les professionnels, et le 9 mars pour la pêche de loisir.
Le lieu de l'échouement se situe par ailleurs dans une zone comprenant plusieurs sites naturels protégés, principalement le massif dunaire de Gâvres-Quiberon (Natura 2000), les dunes d’Erdeven (ZNIEFF de type 1) et le littoral d’Erdeven et de Plouharnel (ZNIEFF de type 2). Cela complexifie les opérations. Les élus locaux commencent par rappeler la nature particulière du site aux visiteurs avant de produire un arrêté municipal interdisant son accès aux personnes non habilitées, puis la préfecture du Morbihan prend, elle aussi, des mesures pour réglementer l'accès au site.

### Suites judiciaires

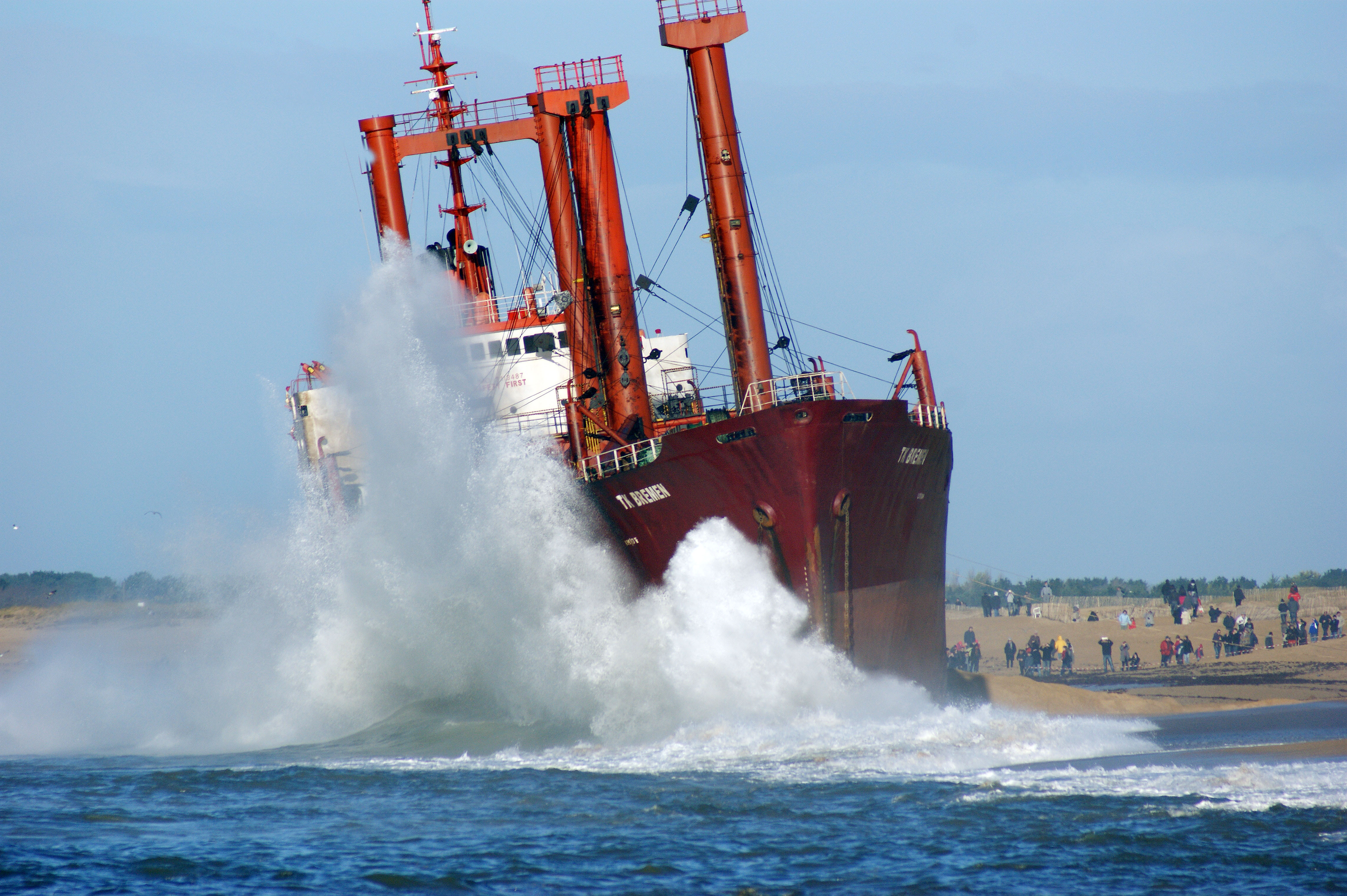
Le TK Bremen le lendemain de l'échouement.

À la suite de l'échouement du cargo, le président du Conseil régional Jean-Yves Le Drian annonce le dépôt d'une plainte avec constitution de partie civile après l'échouement sur une plage classée du Morbihan,, tout comme le syndicat mixte de la ria d'Étel. Dans le même temps, le président du conseil général du Morbihan, François Goulard, dit vouloir attendre de « voir le déroulement de l'instruction avant de prendre une décision » ; le 27 janvier 2012, le Conseil général du Morbihan annonce qu'il va se porter partie civile dans le cadre de l'information judiciaire ouverte à Brest sur l'échouage du cargo.
Le capitaine du navire est placé en garde à vue et présenté devant le parquet le 20 décembre. Le lendemain, le parquet de Brest ouvre une information judiciaire, et le capitaine se voit notifier le statut de témoin assisté le même jour. L'enquête nautique est confiée aux affaires maritimes, et l'enquête technique au Bureau d'enquêtes sur les événements de mer. Le BEA mer rend son rapport le 17 avril, et pointe la mauvaise gestion du mouillage par le commandant.
Le dossier relatif à la responsabilité pénale des exploitants du navire était en 2015 encore en enquête auprès d'un juge d'instruction à Brest.
Une polémique éclate les jours suivant l'échouement, et porte sur la possibilité d'imposer à un capitaine de rester dans un port en cas de conditions climatiques défavorables. Les officiers du port de commerce de Kergroise sont critiqués par une association écologiste pour n'avoir pas retenu le bateau à quai, mais font savoir qu'ils ne disposent pas de possibilité légale de le faire. Le 3 février est publié un décret au journal officiel permettant aux préfets maritimes de diriger les navires en détresse vers un port qu'ils auront désigné. Ce décret est l'application d'une directive européenne décidée en 2009 à la suite des naufrages des pétroliers Erika et Prestige.
Un procès a lieu du 3 au 5 octobre 2018 au tribunal correctionnel de Brest. Le ministère public relève dans la succession de négligences et d’erreurs commises par le commandant une faute pour laquelle il demande une peine de six mois de prison avec sursis et 20 000 € d’amende. La défense plaide la relaxe du capitaine, soulignant un manque d'information donné au capitaine, ou du moins trop tardivement, il aurait appris la possibilité de rester au port de la bouche du pilote lorsqu'il monte à bord au moment de l'appareillage prévu et non plus tôt de l'agent. Le jugement est fixé au 13 décembre 2018.
Le tribunal correctionnel de Brest a relaxé le 13 décembre 2018 le commandant Rifat Tahmaz.

### Le rapport du Bureau d'enquêtes sur les événements de mer
Le  rapport du Bureau d'enquêtes sur les événements de mer souligne d'abord une mauvaise diffusion de l'information de la part des autorités du port de Lorient : le commandant du TK Bremen n'a appris de manière formelle qu'il était autorisé à rester au port comme il l'avait demandé qu'une fois le pilote, les remorqueurs et les lamaneurs commandés. À ce stade, le commandant du navire, s'il souhaitait rester au poste  aurait dû payer un dédit pour dédommager les moyens mobilisés pour sa sortie du port. Il est probable que sa décision de quitter le port découle de ces considérations financières. Néanmoins, selon  le rapport, le fait d'appareiller malgré l'arrivée de la tempête et de prendre un mouillage d'attente sous le vent de l'île de Groix n'est pas considéré comme un facteur contributif de l'échouement.
Le facteur déterminant de l'échouement est la décision du capitaine de remonter une partie de son mouillage lorsqu'il a constaté que son navire chassait puis de le laisser dériver avant de reprendre un mouillage. La décision qui aurait dû être prise  dans ce type de situation était de tenter de se maintenir à tout prix au poste de mouillage désigné, car le plus abrité, en utilisant d'une part le moteur et d'autre part en mouillant la deuxième ancre. Par ailleurs la décision du commandant, une fois en route, de virer sur bâbord en constatant que le navire n'arrivait pas à remonter au vent, est un facteur aggravant dans la mesure où il a rapproché le navire de la côte de un mille. L'efficacité de la propulsion du navire a été réduite dans ses tentatives de remonter contre le vent car il a quitté le port de Lorient en étant sur ballast ce qui a accru sa prise au vent.
Le rapport pointe également des insuffisances dans les interventions des trois acteurs chargés de la surveillance de la zone maritime au large de Lorient. Jusqu'à minuit ni le CROSS d'Etel chargé de la gestion de la zone maritime, ni le sémaphore de Beg Melen, situé sur la côte nord-ouest de l'île de Groix et chargé de la surveillance du plan d'eau, n'ont demandé au commandant des informations factuelles sur la situation du TK Bremen : les manœuvres du navire ont donc été interprétées comme des déplacements volontaires ce qui les a empêché de réagir d'autant que le capitaine n'a fait part de ses problèmes qu'à partir de minuit. La capitainerie du port de Lorient de son côté n'a pas réussi à communiquer avec le navire sans que l'origine de cette anomalie soit identifiée.

### Démantèlement du navire

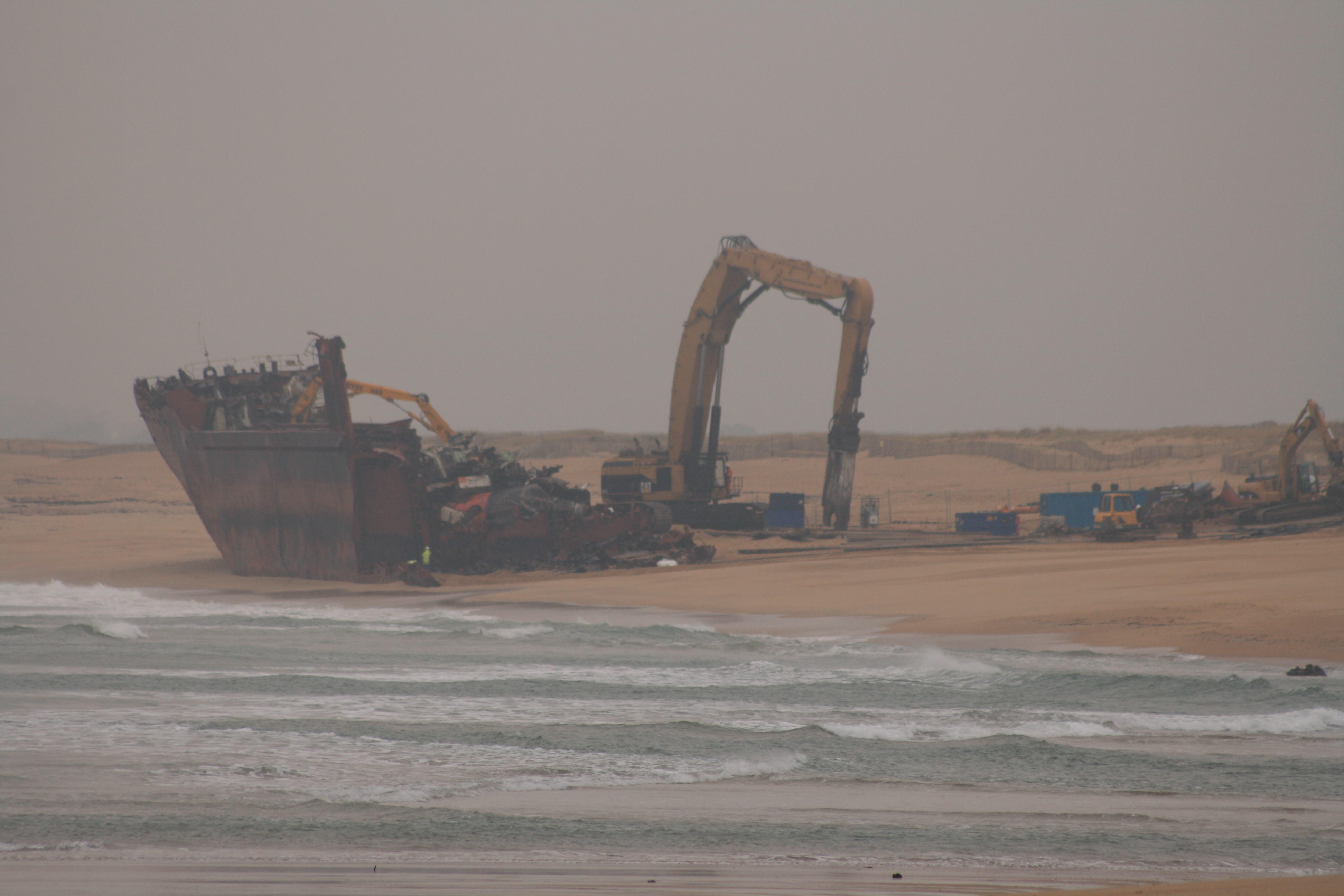
Le chantier de démolition, le 15 janvier.

Le navire, avant de s'échouer, a sans doute heurté des roches au niveau de la tourelle Le Roheu. Selon le rapport sur l'échouement qui n'énumère que les dommages les plus graves, le fond de la coque présente des déchirures et les parois verticales sont déformées de manière importante sur toute la hauteur au niveau des ¾ arrière tribord et bâbord de la cale numéro 2. Les autorités françaises décident  que le navire, trop endommagé, doit être démantelé sur place après le pompage de son carburant ; cette information est rendue publique par le biais de la préfecture maritime de Brest et de  la sous-préfecture de Lorient,. Le 22 décembre, l'armateur turc est mis en demeure de déconstruire le navire et de réhabiliter le site pour le 6 avril 2012.
Le marché du démantèlement de l'épave est attribué à une société hollandaise et la plage est fermée au public à partir du 23 décembre et pour toute la durée du chantier. Cette société a déjà travaillé sur le démantèlement du Rokia Delmas échoué en 2006 en Charente-Maritime, et les travaux commencent le 26 décembre. Le plan vise à découper l'épave à l'aide d'une grue géante, puis d'évacuer les 2 000 tonnes de métaux en trois semaines, avant de remettre le site en état en deux mois et demi. Le travail de démantèlement des aménagements intérieurs est lui attribué à une société de Brest qui intervient sur site dès le 23 décembre, et celui de la dépollution des eaux est confié à une entreprise de Saint-Malo.
La découpe du bateau débute le 6 janvier au soir avec l'aide d'un bras articulé de 280 tonnes. La mâture principale est découpée le 8 janvier. Le 11 janvier, une pollution limitée est relevée sur le site due au carburant présent en fond de cale. La vitesse de mise en œuvre du chantier est alors critiquée par certaines associations, mais la préfecture maritime met en avant le danger que constitue l'épave, ainsi que la fenêtre météorologique alors favorable. Le chantier de démolition proprement dit est terminé le 26 janvier. Les 2 000 tonnes de ferraille  sont transportés jusqu'au port de commerce de Kergroise, là d'où est parti le bateau le 15 décembre, en mars 2012 avant d'être expédiés à Bayonne où le métal doit être revendu.
Les travaux de remise en état de la dune débutent le 26 janvier et s'achèvent le 25 février par les opérations de dépollution, avec plus d'un mois d'avance sur le calendrier prévu. L'accès au site est de nouveau autorisé, mais la baignade est interdite en raison de risques résiduels de pollution. La remise en état de l'espace dunaire commence alors, avec l'objectif de restaurer la configuration naturelle antérieure. Le 16 mars, la plage est remise en état, la réhabilitation du site est officiellement achevée, et le site est rouvert.

## Sources